# Vesselina Kasarova
Vesselina Kasarova ( Веселина Кацарова) (n. 18 iulie 1965, Stara Zagora, Bulgaria) este o mezzosoprană bulgară. Ea trăiește azi la Zürich, Elveția și are cetățenie elvețiană.
Vesselina Kasarova este căsătorită și are un copil.

## Premii
- Echo Klassik 2003
- Premiul cultural european (Europäischer Kulturpreis)